# 入侵懷卡托

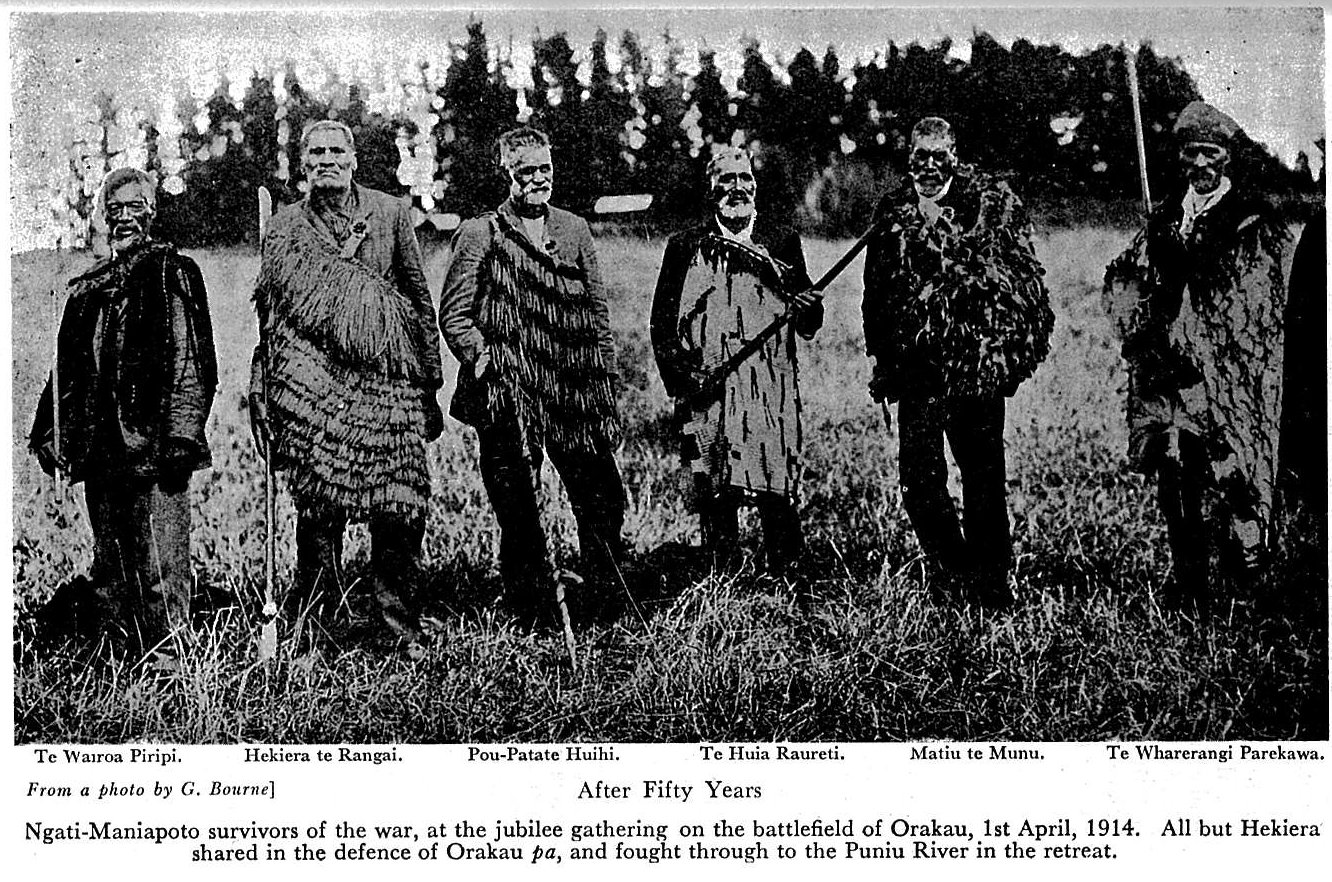
懷卡托戰爭中的纳马尼亚波托部落幸存者

入侵怀卡托，又称懷卡托戰爭，是新西兰土地战争中规模最大的一場战役。衝突雙方分別是新西兰殖民地军队以及毛利人部落联盟。  衝突地點位於懷卡托。 衝突始於1863年7月，並於1864年4月結束。此次衝突是新西兰殖民地军队挑起的  ，他們的目的是要將毛利人赶出怀卡托。 最終毛利人撤退到北岛内陆地区。